# 李仲三

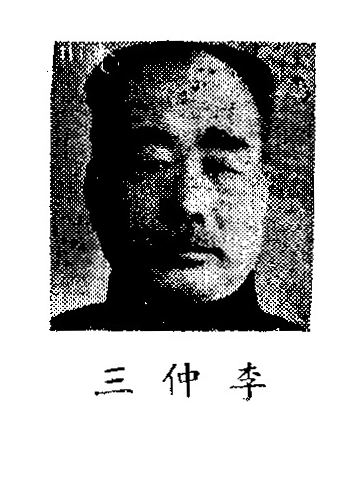

李仲三（1881年—1969年）名宗唐，陕西潼关人，中华民国及中华人民共和国政治人物。

## 生平
李仲三是清朝秀才。清末入新军一年，考入陕西师范学堂，后因参加学生运动而遭开除，革除秀才，当时他已加入中国同盟会。1910年，受井勿幕派遣，到朝邑联络刀客首领严孝全参加革命，参与大雁塔滴血盟誓。辛亥革命爆发后，参加1911年10月22日西安起义，后任秦陇复汉军军政府东路安抚招讨使，同清军在陕西蒲州、潼关、阌乡、灵宝及山西等地作战。后来卸去军职，到日本两年，考察法政，又到法国勤工俭学两年。1921年，任陕西靖国军渭北水利委员会会长兼水利工程局局长，修建引泾灌溉工程。1924年，作为胡景翼的全权代表，联络冯玉祥发动“北京政变”。同年12月，任全国水利局副总裁。1925年，任故宫博物院临时董事会董事。1925年，因“金佛郎案”，领衔通电全中国声讨段祺瑞，遭到通缉。北伐战争时，在广东负责联络南北关系。1943年当选陕西省参议会议员，祝绍周主政陕西，将李仲三排挤出陕西省参议会，李仲三乃任西安市参议会议长。他曾作为陕西代表参加过中国国民党在南京、上海、广州召开的全国代表大会。中华人民共和国成立后，1952年加入西北历史文物研究会。1956年任西安市政协委员。
1969年，李仲三在西安逝世，骨灰被其后人移葬到家乡。